# Полевые клопы
Полевые клопы, или лигусы (лат. Lygus), — род полужесткокрылых из семейства слепняков подсемейства Mirinae.

## Описание
Клопы длиной тела от 4,5 до 7,5 мм. Окраска серовато-зеленоватая или серовато-бурая. Для представителей этого рода характерен половой и сезонный полиморфизм окраски, что затрудняет идентификацию. Самцы, как правило, больше самок и их тело более узкое.

## Экология
Питаются на многих растениях, высасывают преимущественно репродуктивные органы растений и образовательные ткани. Могут нападать также на других мелких насекомых. Например, Lygus rugulipennis может питаться яйцами капустной совки и колорадского жука. Девять видов являются опасными вредителями культурных растений. Могут выступать переносчиками вирусов растений. Зимуют на стадии имаго. Спаривание и откладка яиц происходит весной. Продолжительность развития яиц 10—14 дней. Развитие на стадии личинки длится около 30—45 дней, при этом сменяется пять возрастов.

## Классификация
В состав рода включают около 50 видов.

## Распространение
Встречаются в Северной Америке и Евразии.